# Jurij Medveděv
Jurij Medveděv (rusky i kazašsky Юрий Медведев; * 18. června 1996, Badamša) je český fotbalový obránce a bývalý mládežnický reprezentant původem z Kazachstánu, od července 2024 hráč slovenského mužstva ŠK Slovan Bratislava. V zahraničí působil na klubové úrovni na Slovensku a v Rusku. V minulosti hrál za české mládežnické reprezentace U18 a U19.

## Klubová kariéra
Narodil se v kazachstánském městě Badamša. Když mu byly tři roky, jeho rodiče se s ním přestěhovali do jihozápadních Čech do obce Hartmanice. Svoji fotbalovou kariéru začal v týmu TJ Sušice, odkud v žácích zamířil do Viktorie Plzeň. V průběhu ročníku 2014/15 se propracoval do prvního mužstva. V dresu "áčka" debutoval v osmifinále Českého poháru hraného 4. listopadu 2014 proti klubu FC Hradec Králové (výhra 2:1), když ve 46. minutě vystřídal Davida Limberského. Viktorka v odvetě remizovala s Hradcem 0:0 a postoupila do čtvrtfinále poháru. Na jaře 2015 získala Plzeň mistrovský titul, a i když Medveděv za ni v sezóně 2014/15 neodehrál žádný ligový zápas, přísluší medaile za tento úspěch i jemu, protože byl tehdy součástí tohoto celku. V létě 2015 odešel kvůli většímu hernímu vytížení na hostování do Baníku Sokolov, kde působil do konce sezony 2016/17.

### FK Senica
V červenci 2017 odešel jako volný hráč (zadarmo) z Plzně do tehdy prvoligového slovenského mužstva FK Senica, kde podepsal roční smlouvu. Ligovou premiéru v senickém dresu si odbyl v prvním kole hraném 23. 7. 2017 v souboji s klubem AS Trenčín (prohra 1:2), nastoupil na celých 90 minut. Svůj první ligový gól za Senici zaznamenal 23. září 2017 v derby se Spartakem Trnava (prohra 1:3), trefil se v 70. minutě. Podruhé se střelecky prosadil v 15. kole v souboji s týmem MŠK Žilina (výhra 4:1), když ve 47. minutě zvyšoval na 3:1. Svoji třetí ligovou branku v ročníku zaznamenal proti Zemplínu Michalovce (remíza 1:1).

### ŠK Slovan Bratislava
V lednu 2018 přestoupil do Slovanu Bratislava, s jehož představiteli se dohodl na kontraktu na tři a půl roku. Na prvním tréninku si natrhl stehenní sval, kvůli čemuž nemohl odcestovat na zimní soustředění mužstva do Turecka.

#### Sezóna 2018/19
Svůj první ligový zápas za "belasé" odehrál 16. 2. 2019 v 19. kole proti mužstvu FC DAC 1904 Dunajská Streda (výhra 1:0), na hřiště přišel ve 37. minutě namísto zraněného Mitche Apaua. Se Slovanem získal 14. dubna 2019 po výhře 3:0 nad klubem MŠK Žilina šest kol před koncem sezony mistrovský titul.

#### Sezóna 2019/20
Za "belasé" odehrál odvetný zápas prvního předkola Ligy mistrů UEFA 2019/2020 proti černohorskému celku FK Sutjeska Nikšić a po vypadnutím s tímto soupeřem byl jeho klub zařazen do předkol Evropské ligy UEFA 2019/2020, kde se Slovanem postoupil přes kosovské mužstvo KF Feronikeli (výhry doma 2:1 a venku 2:0), klub Dundalk FC z Irska (výhry doma 1:0 a venku 3:1) a řecký tým PAOK Soluň (výhra doma 1:0 a prohra venku 2:3) do skupinové fáze. Se Slovanem byl zařazen do základní skupiny K, kde v konfrontaci s kluby Beşiktaş JK (Turecko), SC Braga (Portugalsko) a Wolverhampton Wanderers FC (Anglie) skončil s "belasými" na třetím místě tabulky a do jarního play-off s nimi nepostoupil. V pohárové Evropě skóroval jednou, trefil se v odvetě s PAOKem. V zimním přestupovém období sezony 2019/20 uzavřel s "belasými" novou smlouvu na 3,5 roku. Se Slovanem obhájil titul z předešlé sezony 2018/19. S "belasými" ve stejném ročníku triumfoval i ve slovenském poháru a získal tak s týmem „double“. V červenci 2020 byl zařazen do nejlepší jedenáctky roka.

#### Sezóna 2020/21
Svůj první ligový gól v sezoně zaznamenal 20. 9. 2020 v souboji s mužstvem MŠK Žilina (remíza 2:2), když ve 13. minutě po přihrávce Erika Daniela otevřel skóre zápasu. Na jaře 2021 vybojoval se Slovanem již třetí ligový primát v řadě. Zároveň s klubem získal podruhé za sebou po výhře 2:1 po prodloužení nad celkem MŠK Žilina domácí pohár a týmu pomohl poprvé v jeho historii k obhájení doublu.

#### Sezóna 2021/22
Se Slovanem postoupil přes Shamrock Rovers z Irska (výhra 2:0 doma a prohra 1:2 venku) do druhého předkola Ligy mistrů UEFA 2021/2022 a v něm vypadli se spoluhráči se švýcarským mužstvem BSC Young Boys z Bernu po domácí remíze 0:0 a venkovní prohře 2:3. Následně byl s bratislavským klubem přesunut do předkol Evropské ligy UEFA 2021/2022, ve kterých kvůli zranění nehrál. Jeho spoluhráči nejprve vyřadili ve třetím předkole Lincoln Red Imps FC z Gibraltaru (výhra 3:1 venku a remíza 1:1 doma), avšak ve čtvrtém předkole - play-off nepřešli přes řecký klub Olympiakos Pireus (prohra 0:3 venku a remíza 2:2 doma) do skupinové fáze této soutěže. Se Slovanem však byl zařazen do základní skupiny F Evropské konferenční ligy UEFA 2021/2022, kde v konfrontaci se soupeři: FC Kodaň (Dánsko) - (prohry doma 1:3 a venku 0:2), PAOK Soluň (Řecko) - (remízy venku 1:1 a doma 0:0) a stejně jako v kvalifikaci s Lincolnem Red Imps - (výhry doma 2:0 a venku 4:1) skončili na třetím místě tabulky, což na postup do jarní vyřazovací fáze nestačilo. Medveděv v této sezoně pohárové Evropy nastoupil k devíti zápasům. V ročníku 2021/22 pomohl svému zaměstnavateli již ke čtvrtému titulu v řadě, což Slovan dokázal jako první v historii slovenského fotbalu.

#### Sezóna 2022/23
Se Slovanem postoupil po domácí remíze 0:0 a venkovním vítězství 2:1 po prodloužení přes Dinamo Batumi z Gruzie do druhého předkola Ligy mistrů UEFA 2022/2023, v němž však nestačili po výhře 2:1 venku a prohře 1:4 doma na maďarský celek Ferencvárosi TC z hlavního města Budapešti. Následně nepřešli ani po přesunu do třetího předkola Evropské ligy UEFA 2022/2023 přes Olympiakos Pireus z Řecka (remíza 1:1 venku a prohra 2:3 doma po penaltovém rozstřelu), avšak se spoluhráči hráli ještě ve čtvrtém předkole - play-off Evropské konferenční ligy UEFA 2022/2023 proti bosenskému týmu HŠK Zrinjski Mostar, kde po venkovní prohře 0:1 a výhře 3:1 po rozstřelu z pokutových kopů vybojovali postup do skupinové fáze této soutěže. Se Slovanem Bratislava byl zařazen do základní skupiny H, kde v konfrontaci se soupeři: FC Basilej (Švýcarsko) - (výhra 2:0 venku a remíza 3:3 doma), FK Žalgiris (Litva) - (remíza 0:0 doma a výhra 2:1 venku) a FC Pjunik Jerevan (Arménie) - (prohra 0:2 venku a výhra 2:1 doma) s ním postoupil se ziskem 11 bodů jako vítěz skupiny poprvé v novodobé historii Slovanu do jarní vyřazovací fáze některé evropské pohárové soutěže. V ní ale se Slovanem vypadl po penaltovém rozstřelu v osmifinále s Basilejí. Medveděv celkem v této sezoně pohárové Evropy nastoupil k 15 utkáním, ve kterých dal jednu branku, konkrétně v prvním střetnutí s Basilejí v osmifinále. Na konci sezony získal se Slovanem Bratislava titul, který byl pro mužstvo již historicky pátý v řadě. V létě 2023 ve Slovanu Bratislava po vypršení smlouvy skončil.

### FK Senica (hostování)
V zimním přestupovém období ročníku 2017/18 odešel krátce po přestupu do Slovanu zpět na hostování do Senice. V klubu ho však na jaře 2018 pronásledovaly zdravotní potíže, kvůli kterým prakticky nehrál a v létě téhož roku se vrátil do Slovanu. 

### PFC Soči
Před sezonou 2023/24 zamířil jako volný hráč (zadarmo) do Ruska, kde se upsal týmu PFC Soči. Debut v lize si připsal ve druhém kole proti mužstvu FK Krasnodar (prohra 0:2), na hrací plochu přišel v 76. minutě. Poprvé a zároveň i naposledy během tohoto angažmá skóroval v duelu s celkem FK Rostov, když v 76. minutě zvyšoval na konečných 4:0. Se Soči bojoval na jaře 2024 o záchranu, která se nezdařila.

### ŠK Slovan Bratislava (návrat)
Před ročníkem 2024/25 přestoupil zpátky do Slovanu Bratislava, s jehož vedením podepsal tříletý kontrakt. Se Slovanem se na podzim 2024 poprvé v historii klubu dostal do hlavní části Ligy mistrů UEFA 2024/2025, v předkolech tohoto Evropského poháru však nastoupil jen k jednomu střetnutí. V ligové fázi tehdy hrající se novým formátem se se spoluhráči střetli s týmy Manchester City FC (Anglie) - (prohra 0:4 doma), FC Bayern Mnichov (Německo) - (prohra 1:3 venku), Atlético Madrid (Španělsko) - (prohra 1:3 venku), AC Milán (Itálie) - (prohra 2:3 doma), GNK Dinamo Záhřeb (Chorvatsko) - (prohra 1:4 doma), Celtic FC (Skotsko) - (prohra 1:5 venku), VfB Stuttgart (Německo) - (prohra 1:3 doma) a Girona FC (Španělsko) - (prohra 0:2 venku) a v konečné tabulce složené ze všech mužstev postoupivších do ligové fáze skončili na 35. místě a do vyřazovací fáze nepostoupili. Celkem v této sezoně pohárové Evropy odehrál Medveděv pět zápasů, v nichž gól nedal. Obnovenou ligovou premiéru v dresu Slovanu si odbyl v úvodním kole hraném 27. července 2024 v souboji s klubem KFC Komárno (výhra 4:1), nastoupil na celé utkání. Na jaře 2025 vybojoval se Slovanem Bratislava po domácí výhře 4:3 nad celkem MŠK Žilina sedmý ligový titul v řadě.

## Klubové statistiky
Aktuální k 18. květnu 2025
| Sezona    | Klub                     | Soutěž       | Zápasy | Góly |
| --------- | ------------------------ | ------------ | ------ | ---- |
| 2014/2015 | FC Viktoria Plzeň        | Synot liga   | 0      | 0    |
| 2015/2016 | FK Baník Sokolov (host.) | FNL          | 13     | 0    |
| 2016/2017 | FK Baník Sokolov (host.) | FNL          | 23     | 0    |
| 2017/2018 | FK Senica (host.)        | Fortuna liga | 21     | 3    |
| 2018/2019 | ŠK Slovan Bratislava     | Fortuna liga | 10     | 0    |
| 2019/2020 | ŠK Slovan Bratislava     | Fortuna liga | 11     | 0    |
| 2020/2021 | ŠK Slovan Bratislava     | Fortuna liga | 16     | 1    |
| 2021/2022 | ŠK Slovan Bratislava     | Fortuna liga | 11     | 0    |
| 2022/2023 | ŠK Slovan Bratislava     | Fortuna liga | 20     | 0    |
| 2023/2024 | PFC Soči                 | Premier Liga | 12     | 1    |
| 2024/2025 | ŠK Slovan Bratislava     | Niké liga    | 14     | 0    |
| 2025/2026 | ŠK Slovan Bratislava     | Niké liga    |        |      |